# Херес-де-ла-Фронтера
Херес-де-ла-Фронтера (ісп. Jerez de la Frontera — «Херес-на-кордоні») — місто на південному заході Іспанії, в провінції Кадіс області Андалусія на берегах річки Гуадалете за 15 км від узбережжя Кадіської бухти Атлантичного океану.

## Історія
Місто належіть до так званих «білих міст» Андалузії. Його назва «de la Frontera» («на кордоні») походить з Середньовіччя — від розташування на межі між християнським королівствами і арабсько-мусульманським еміратами.

## Населення
Нараховують 207 532 мешканця (2009).

## Економіка
Центр туризму. Батьківщина вина херес, різних видів якого налічують до 30. Великий центр конярства. Плодоконсервна, скляна, текстильна промисловість. Обробка пробки, виготовлення бочок для вина. Арабський замок алькасар, церкви Сантьяго, Сан-Мігель та інші архітектурні пам'ятки XIII–XVII ст. Аеропорт.

## Херес
За назвою міста названий відомий алькогольний напій херес. Згідно правилами цю назву можуть мати лише кріплені вина, вироблені в цьому регіоні.

## Релігія
- Центр Херес-де-ла-Фронтерської діоцезії Католицької церкви.

## Видатні уродженці
- Альваро Нуньєс Кавеса де Вака
- Данієль Гуїса
- Лола Флорес
- Мігель Прімо де Рівера

## Міста-побратими
- Кастро-Урдіалес